# Reality in Black
Reality in Black – drugi koreański album studyjny południowokoreańskiej grupy Mamamoo, wydany 14 listopada 2019 roku przez wytwórnię RBW. Głównym singlem z płyty jest „Hip”. Sprzedał się w nakładzie 117 782 egzemplarzy w Korei Południowej (stan na kwiecień 2020).
Płyta została wydana w Japonii 11 marca 2020 roku przez Victor Entertainment, ukazała się w trzech edycjach: regularnej (CD) oraz dwóch limitowanych. Album osiągnął 27 pozycję w rankingu Oricon i pozostał na liście przez 4 tygodnie. Zawierał dodatkowo dwa utwory.

## Lista utworów
| CD  | CD | CD                                                         | CD                                             | CD                             | CD      |
| Nr  | Tytuł utworu                                                                                          | Tekst                                                      | Kompozycja                                     | Aranżacja                      | Długość |
| --- | --- | ---------------------------------------------------------- | ---------------------------------------------- | ------------------------------ | ------- |
| 1.  | „Urin Gyeolguk Dashi Mannal Unmyeongieotji (Destiny)” (kor. 우린 결국 다시 만날 운명이었지 (Destiny)) | Kim Do-hoon, Park Woo-sang                                 | Kim Do-hoon, Park Woo-sang                     | Kim Do-hoon, Park Woo-sang     | 4:07    |
| 2.  | „Universe”                                                                                            | Cosmic Sound, Cosmic Girl, Moonbyul                        | Cosmic Sound, Cosmic Girl                      | Cosmic Sound, Cosmic Girl      | 3:35    |
| 3.  | „Yeol Bam (Ten Nights)” (kor. 열 밤 (Ten Nights))                                                     | Won Yeon-jeong, Kim Hyun-A, Hwang Seong-jin                | Coco Tofu Dad, Jang Jin-yeong, Hwang Seong-jin | Coco Tofu Dad, Hwang Seong-jin | 3:37    |
| 4.  | „Hip”                                                                                                 | Kim Do-hoon, Park Woo-sang, Hwasa                          | Kim Do-hoon, Park Woo-sang, Hwasa              | Kim Do-hoon, Park Woo-sang     | 3:18    |
| 5.  | „4x4ever”                                                                                             | Lee Sang-ho, IGGY, Yongbae, Moonbyul                       | Lee Sang-ho, IGGY, Yongbae, Mayu Wakisaka      | IGGY, Yongbae                  | 4:33    |
| 6.  | „Better”                                                                                              | Cosmic Sound, Cosmic Girl, Moonbyul                        | Cosmic Sound, Cosmic Girl                      | Cosmic Sound, Cosmic Girl      | 3:16    |
| 7.  | „Hello Mama”                                                                                          | Yongbae, Lee Woo-sang, Moonbyul                            | Yongbae, Lee Woo-sang                          | Lee Woo-sang                   | 3:39    |
| 8.  | „Simsimhae (ZzZz)” (kor. 심심해 (ZzZz))                                                               | Lee Woo-sang, Ryu Ji-soo, Moonbyul                         | Lee Woo-sang, Ryu Ji-soo                       | Lee Woo-sang                   | 3:25    |
| 9.  | „rEALITY”                                                                                             | Park Woo-sang                                              | Park Woo-sang                                  | Yeong                          | 3:03    |
| 10. | „High Tension”                                                                                        | Jarry Potter, Moonbyul                                     | Park Hae-il, Jarry Potter, Big Sancho          | Park Hae-il, Big Sancho        | 3:18    |
| 11. | „I'm Your Fan”                                                                                        | Solar                                                      | Solar                                          | Mingki                         | 2:27    |
| 12. | „Hip” (Japanese Version) (edycja japońska)                                                            | Kim Do-hoon, Park Woo-sang, Hwasa                          | Kim Do-hoon, Park Woo-sang, Hwasa              | Kim Do-hoon, Park Woo-sang     | 3:18    |
| 13. | „Shampoo” (edycja japońska)                                                                           | Eri Osanai, Moonbyul, Im Sang-hyuck, CocoDooboo PaPa, SUKA | Im Sang-hyuck, CocoDooboo PaPa                 |                                | 3:15    |

## Notowania
Wersja koreańska
| Lista                       | Pozycja |
| --------------------------- | ------- |
| Gaon Weekly Album Chart     | 1       |
| US World Albums (Billboard) | 11      |
| Five Music (Tajwan)         | 1       |